# Жилищное строительство в СССР
Жилищное строительство в Советской России и СССР было одной из важнейших отраслей народного хозяйства и основывалось на социалистических принципах. 
Строительство осуществляло в основном государство. Однако в период НЭПа до 70—80 % жилья возводилось частным путём. 
В послевоенные годы до четверти нового жилья строилось в индивидуальном порядке за счет предоставляемых Сбербанком населению ссуд.

Распределение жилья носило в себе элементы коммунистического распределения по потребностям.
Отчасти жилищные проблемы достались Советской России от царского времени, отчасти были вызваны кризисом города из за возникших проблем экономики, революцией и мировой и гражданской войнами. В годы Гражданской войны, когда строительство нового жилья было невозможно, была сделана ставка на политику «жилищного передела», то есть переселение и уплотнение. В это же время развернулась дискуссия о социалистическом городе и социалистическом жилище: яркой страницей в истории архитектуры СССР стали проекты городов-садов, домов-коммун, жилкомбинатов, соцгородов. 
В начале 1930-х годов, со сменой политической конъюнктуры архитектура авангарда оказалась под запретом, а вместе с ней и объявленные «левацкими загибами» проекты жилых домов и комплексов с обобществлённым бытом, начался период сталинской архитектуры. 
Во время индустриализации СССР была сделана ставка на промышленное строительство, поэтому объёмы строительства жилья были невелики и значительную долю в них составляло временное жильё.
И без того острый жилищный кризис усилился после Великой Отечественной войны. Разрешить его была призвана программа по массовому строительству типового жилья, развёрнутая при Н. С. Хрущёве в конце 1950-х годов (т.н. хрущёвки). Тогда же произошёл возврат к модернизму в советской архитектуре. Новые дома были предельно просты, дёшевы и функциональны, строились по типовым сериям, чаще всего были 5-этажными. С самого начала 1960-х годов до распада СССР советское жилищное строительство имело высокую степень индустриализации строительного процесса, большая часть домов возводилась из железобетонных панелей (это существенно упрощало и удешевляло строительство). Причём для ещё большей экономии стали чаще строить дома в 9 и более этажей. Обратной стороной этого процесса стала безликость и монотонность застройки советских городов. 
В конце 1950-х годов впервые в советской истории стал существенно расти показатель средней жилой площади на человека; в результате массового типового строительства миллионы советских граждан получили собственные благоустроенные квартиры, были переселены из бараков и коммуналок.

## Состояние жилищного фонда России накануне Революции
По мнению С. Г. Камолова, жилищный вопрос в его современном понимании возник в России после реформ 1860-х годов, связанных с отменой крепостного права, экономической и социальной модернизацией.
В вышедшем в 2007 году за авторством статистика В. М. Симчеры исследовании «Развитие экономики России за 100 лет: 1900—2000. Исторические ряды, вековые тренды, периодические циклы» говорилось:

К началу века (1910 г.) в России насчитывалось 1179 rородов с доминирующим преобладанием деревянных и смешанных построек.

<…>

В начале XX в. было вceгo 50 млн м² жилой площади в городах, а на одного человека приходилось 7,1 м²; в 1917 г. соответственно — 126 млн м² и 8,2 м²

В вышедшей в 1935 году советской Большой медицинской энциклопедии утверждалось:

По экспертным оценкам состояния всего жилищно-коммунального хозяйства царской России, в её прежних границах, жилые здания городов составляли всего около 2 млрд м³ (включая торговые помещения в жилых домах), а собственно жилая площадь — около 220 млн м².

Юбилейный сборник «Народное хозяйство СССР за 70 лет» сообщал:

В 1913 году городской жилищный фонд в дореволюционной России составлял 180 млн м² общей площади. На одного городского жителя, с учётом площади особняков буржуазии, приходилось 6,3 м² общей площади жилищ. Однако в те годы 43 % семейных рабочих снимали угол или имели одну койку, около 70 % одиноких рабочих снимали половину койки, койку или угол.

Аналогичная статистика приводилась в более ранних сборниках, например, согласно сборнику «Народное хозяйство СССР за 1913—1956 гг.», городской жилищный фонд Российской империи в 1913 году составлял 180 млн м², из которых 133 млн м² жилой площади. По данным Л. Ю. Грудцыны, в городах России в 1913 году на человека в среднем приходилось 4,5 м² жилой площади, а «фактическая статистика» свидетельствовала о гораздо более худшей ситуации.
В силу аграрного экономического уклада дореволюционной России 82 % населения страны проживало в сельской местности, как правило, в собственных малоэтажных деревянных домах-избах без элементарных удобств. В крупных городах значительную часть жилья составляли казармы, подвалы, полуподвалы, коечные помещения, землянки и полуземлянки. Например, в Москве в коечных помещениях в 1910-е годы проживали 327 тысяч человек («чёрных жильцов»), то есть более 20 % населения города. Условия жизни в них порой были совсем невыносимыми:

Духота невыносимая от скученности населения (15 человек). Квартира сырая и невероятно грязная. В двух каморках полный мрак. Потолок до того низок, что нельзя выпрямиться высокому человеку. Специфический запах.

<…>
Квартира представляет ужасный вид: штукатурка обвалилась, в стенах отверстия, заткнутые тряпками. Грязно. Печка развалилась. Легионы тараканов и клопов. Нет вторых рам. А потому сильный холод.
— Обследование коечно-каморочных квартир, произведённое Московской городской управой в 1899 г.
Стоит учитывать, что среди проживающих в таких помещениях было много сезонных рабочих, только что приехавших из деревни и не имеющих покровителей в землячествах, а также спивающихся бессемейных. Они рассматривали свои жилища как временные, что снижало уровень их жилищных требований. Эти жилища располагались главным образом на окраинах, а в центре городов находились благоустроенные кварталы, заселённые представителями состоятельных слоёв населения, и доходные дома. Городское самоуправление жилищным строительством не занималось, предоставив это частным владельцам. Некоторые фабриканты строили для рабочих казармы и бараки с помещениями, сплошь заставленными койками. Подобное жильё использовалось лишь для сна и кратковременного отдыха, так как бо́льшую часть своего времени их обитатели работали.
Обострение жилищных проблем было связано с промышленным развитием в конце XIX века и миграцией населения в города, затем с последствиями Первой мировой войны. Жилищное строительство прекратилось. В 1915 году правительство, пытаясь спасти ситуацию, ввело запрет на повышение квартплаты. Но это привело лишь к тому, что домовладельцы фактически прекратили ремонт домов.

## «Жилищный передел»
Отчасти жилищные проблемы достались Советской России от царского времени, отчасти были вызваны новыми потрясениями. Перед новой властью стоял вопрос о разработке новой жилищной политики, которая должна была не только разрешить жилищный кризис, но и привести расселение в соответствии с социалистическими принципами. Суть мер определялась идеологией: классовым подходом, курсом на огосударствление собственности, «экспроприацию экспроприаторов», ликвидацию всей капиталистической системы хозяйствования в целом. О необходимости переселения рабочих из переполненных помещений в экспроприированные квартиры богатых после социалистической революции говорили задолго до большевиков. В частности, об этом писал Ф. Энгельс в работе «К жилищному вопросу». В статье «Удержат ли большевики государственную власть?», опубликованной в 1917 году накануне Октябрьской революции, В. И. Ленин писал:

Пролетарскому государству надо принудительно вселить крайне нуждающуюся семью в квартиру богатого человека. Наш отряд рабочей милиции состоит, допустим, из 15 человек: два матроса, два солдата, два сознательных рабочих (из которых пусть только один является членом нашей партии или сочувствующим ей), затем 1 интеллигент и 8 человек из трудящейся бедноты, непременно не менее 5 женщин, прислуги, чернорабочих и т. п. Отряд является в квартиру богатого, осматривает её, находит 5 комнат на двоих мужчин и двух женщин. — «Вы потеснитесь, граждане, в двух комнатах на эту зиму, а две комнаты приготовьте для поселения в них двух семей из подвала. На время, пока мы при помощи инженеров (вы, кажется, инженер?) не построим хороших квартир для всех, вам обязательно потесниться. Ваш телефон будет служить на 10 семей. Это сэкономит часов 100 работы, беготни по лавчонкам и т. п. Затем в вашей семье двое незанятых полурабочих, способных выполнить легкий труд: гражданка 55 лет и гражданин 14 лет. Они будут дежурить ежедневно по 3 часа, чтобы наблюдать за правильным распределением продуктов для 10 семей и вести необходимые для этого записи. Гражданин студент, который находится в нашем отряде, напишет сейчас в двух экземплярах текст этого государственного приказа, а вы будете любезны выдать нам расписку, что обязуетесь в точности выполнить его».

Эти идеи были продолжены В. И. Лениным в дополнении «О реквизиции квартир богатых для облегчения нужды бедных» к проекту декрета Петроградского совета «О реквизиции тёплых вещей для солдат на фронте». 30 октября 1917 года вышло постановление НКВД «О правах городских самоуправлений в деле регулирования жилищного вопроса»:

1. Городские самоуправления имеют право секвестровать все пустующие помещения, пригодные для жилья.
2. Городские самоуправления имеют право на основании утверждаемых ими правил и норм вселять в имеющиеся жилые помещения граждан, нуждающихся в помещении, или живущих в перенаселенных или опасных для здоровья квартирах.
3. Городские самоуправления имеют право учреждать жилищную инспекцию, определять её организацию и круг ведения.
4. Городские самоуправления имеют право издавать обязательные постановления об учреждении домовых комитетов, об их устройстве и круге ведения и о предоставлении им прав юридического лица.
5. Городские самоуправления имеют право учреждать жилищные суды, определять круг их ведения, устройство и полномочия.
6. Настоящее Постановление ввести в действие по телеграфу.

— Народный Комиссар по внутренним делам А. И. Рыков
Это постановление, а также декреты ВЦИК и СНК 1917—1918 годов («Об отмене права частной собственности на недвижимости в городах», «Об отмене права частной собственности на недвижимость
в городах») кардинально поменяли формы собственности на жильё и определили направление жилищной политики на десятилетия. Муниципализации подлежали все городские жилые здания кроме тех, что составляли «необходимую принадлежность промышленных предприятий» — они должны были национализироваться. Правом жилищного строительства в городах с населением свыше 10 тысяч человек наделялись исключительно местные советы. Но государственное строительство новых жилых домов началось лишь в 1919—1920 годах и его объёмы в первые годы были ничтожны. Существующие дома почти не ремонтировались. Сказывались тяжёлые условия Гражданской войны, недостаток средств, нехватка постоянных кадров и примитивные средства труда.
В сложившейся ситуации, когда массовое строительство было невозможно, была сделана ставка на политику «жилищного передела», то есть переселение и уплотнение (принудительное или добровольное), которые начались с осени 1918 года в широких масштабах. Рабочих подселяли в экспроприированные «богатые квартиры», что должно было привести к смягчению разницы в качестве жизни бедных и богатых, а также к более равномерной плотности расселения в городах. При этом фактические владельцы выселялись или оставались жить вместе с «подселенцами», что и называлось уплотнением. Личное указание В. И. Ленина определяло «богатой квартирой» ту, в которой число жилых комнат равняется или превышает количество людей, постоянно в ней проживающих. Однако часто комнаты в квартирах буржуазии были очень большими: 25 м² и более. Заселять в такую комнату одного человека было не рационально. Поэтому власти стали исходить из размера жилого пространства. В 1918 году принята общероссийская санитарная норма 10 м² на взрослого и ребёнка до 2 лет и 5 м² на ребёнка от 2 до 12 лет. Но в дальнейшем, из-за катастрофической нехватки жилья, нормы много раз пересматривались. В 1919 году, рассчитав объём воздуха, необходимого для нормального самочувствия после сна (25-30 м³), Наркомздрав определил норму в 8—8,25 м² минимальной площади на человека. Эта норма упоминается в повести «Собачье сердце» М. А. Булгакова, в которой описана процедура уплотнения. Есть также сведения об инструкции Наркомздрава, предписывающей ориентироваться на минимальную жилую площадь в 9 м². По данным, приводимым М. Г. Мееровичем, с 1920 по 1926 годы только в одной Москве, где жилищная теснота проявлялась особенно остро, эта норма варьировалась от 9,3 м² до 5,3 м². В 1920—1921 годах Научное бюро отдела градостроительства Петрогубсовкомхоза проводило конкурсы на проектирование, в программе которых указывалась меньшая минимальная кубатура воздуха на человека, чем установленная Наркомздравом, и она соответствовала 6,83 м² площади. Исходя из этих показателей большие комнаты предписывалось разделять или подселять в них людей. В условиях жилищного кризиса в одной комнате нередко проживала целая семья. Так началась история советских «коммуналок». Распространённое и до Революции коммунальное расселение при большевиках стало частью официальной государственной политики. Советские коммуналки от дореволюционных коммунальных квартир отличало проживание бок о бок людей различного культурного, социального и финансового уровня.
Естественно, у фактических владельцев квартир подселение к ним бедноты вызывало недовольство. Жилищные подотделы были завалены жалобами жильцов на то, что «подселенцы» ломали мебель, полы и перегородки, сжигая их в печах. Известно множество случаев, когда и сами «подселенцы» отказывались переезжать в новые квартиры из-за более высоких затрат на отопление, транспортных неудобств, нежелания менять место жительства и разрывать сложившиеся связи. Представители интеллигенции говорили о необходимой для их работы уединённости и порой требовали отдельной комнаты. Кроме того, в ряде мест власти столкнулись с сопротивлением учреждений здравоохранения, которые опасались распространения заразных болезней.
По данным, приводимым С. О. Хан-Магомедовым, в Москве количество перенаселённых квартир упало с 62 % в 1912 году до 23 % в 1923 году. В работе «Бюджеты рабочих и служащих к началу 1923 г.» экономист Г. С. Полляк утверждал, что в 1923 году жильцов, занимавших «угол» или койку уже почти не зарегистрировано, а процент имеющих отдельное помещение увеличился в 2—2,5 раза по сравнению с дореволюционным периодом. Хотя острота жилищной проблемы никуда не исчезла, всё же многие рабочие, особенно наиболее бедные, улучшили свои условия. В результате политики жилищного передела в крупных промышленных городах образовались значительные сегменты жилищного фонда с коммунальными квартирами. Резко возросло число рабочих в центрах городов: например, в Москве число рабочих в пределах Садового кольца выросло в 1917—1920 годы с 5 % до 40-50 %. Однако из-за транспортных трудностей (предприятия располагались вне центра) в дальнейшем их число несколько снизилось.
Экспериментально складывалась система управления государственным домом: от безвластия и коллективных форм управления до уполномоченного властью домкома. В первые годы советской власти с рабочих не взимали квартплату. Естественно, это привело к ускоренному изнашиванию домов, на ремонт которых местные советы не могли изыскать средств. Есть данные, что в Москве к концу 1920 года практически выбыла из строя треть жилого фонда.

## «Новый быт»
Привычное жилище казалось пережитком многим левым:

…каждый стирает на себя, сам снабжает себя книгой и газетой, бегает с заборной книжкой в лавку, добывает билеты в театр, воспитывает детей своих в меру своего педагогического кустарничества, — словом, живёт сам для себя и собственной о себе заботой. Переселяясь в эти новые дома, привозят с собой люди не только клопов в перинах и засаленные кухонные горшки, но и возможность невозбранно продолжать прежний бытовой распорядок. «Сам» хлеб семье зарабатывает, хозяйка пищу готовит, белье стирает, детишек отваживает от себя подзатыльниками, чтоб не мешали работать, и ребята гоняют по двору, выдумывают игры в «спекулянтку и милицию», покуривают, матерятся, хулиганят. Ничего общего в этой растеряевщине с социализмом…
— А. Склонский «Социалистический город» в журнале «Революция и культура»
Приверженцы социалистических утопий видели причины неудач «коммунистических» поселений в том, что чуждое им капиталистическое общество их отторгало. Требовалось поставить масштабный практический эксперимент в условиях, когда отсутствует враждебное окружение. Это стало возможным после образования в октябре 1917 года РСФСР — первого в мире социалистического государства. С первых лет его существования большевистские власти и их сторонники говорили о необходимости социалистической «перестройки быта», создания «нового быта». Эти понятия понимались в 1920-е годы по-разному. Порой ими обозначалось банальное повышение комфорта жилища. Иногда «новый быт» видели даже как обособленное индивидуальное хозяйство. Но более радикальное понимание «нового быта» основывалось на следующих положениях:
- Новый тип семейных отношений в сфере быта, в том числе, отрицание функций семьи как хозяйственно-экономической единицы. Для архитектуры это означало освобождение жилой ячейки от многих хозяйственных функций.
- Роль первичной ячейки общества берёт на себя не семья, а бытовой коллектив. Для архитектуры это означало, что вместо создания домов из автономных жилых ячеек нужно было формировать жилые комплексы и города из автономных жилых единиц, рассчитанных на коллектив с более сложным набором функциональных процессов, а значит, и с иной структурой предметно-пространственной среды.
- Принципиально иные взаимоотношения внутри нового бытового коллектива: самообслуживание, потребительская кооперация, обобществление предметов быта, формы общения в масштабе нового первичного коллектива.

Наиболее последовательно такой подход был изложен в теоретических работах архитектора Н. С. Кузьмина. В концепции Н. С. Кузьмина, поддержанной руководством Объединения современных архитекторов (ОСА), ставился вопрос об отмирании семьи, предполагалась тщательная регламентация жизни членов коммуны, квартира объявлялась материальной формой мелкобуржуазной идеологии. А. В. Луначарский писал:

…наша задача заключается в том, чтобы убить домашнее хозяйство… Настоящее, полное, предельное освобождение это есть социализация быта, путь, на который мы вступаем медленно, постепенно, в пределах нашей возможности, организуя общественные прачечные, общественное питание, общественное воспитание детей.
— А. В. Луначарский. О быте. — Л. : Гослитиздат, 1927.
В. И. Ленин одним из условий укрепления советской власти считал «неуклонные, систематические меры к переходу к общественному питанию, к замене индивидуального хозяйничанья отдельных семей общим кормлением больших групп семей». Особое внимание он уделял освобождению женщины от бытовых забот «смрадных кухонь» и её ориентации на общественное производство:

Женщина продолжает оставаться домашней рабыней несмотря на все освободительные законы, ибо её давит, душит, отупляет, принижает мелкое домашнее хозяйство, приковывая её к кухне и к детской, расхищая её труд работою до дикости непроизводительною, мелочною, изнервливающею, отупляющею, забивающею. Настоящее освобождение женщины, настоящий коммунизм начнется только там и тогда, где и когда начнется массовая борьба против этого мелкого домашнего хозяйства, или, вернее, массовая перестройка его в крупное социалистическое хозяйство.
— В. И. Ленин. Великий почин. Июнь 1919 года
В. И. Ленин, описывая реконструкцию семейного хозяйства, не говорил о реконструкции самой семьи как первичной ячейки общества. А между тем вопрос реконструкции семьи занимал важное место в дискуссиях 1920-х годов. Иногда даже звучало утверждение о необходимости полной ликвидации семьи. Судя по всему, не разделял вождь Революции и радикализма относительно обобществления быта: ещё в 1902 году он отказался войти в коммуну «искровцев» в Лондоне, соглашаясь с Н. Г. Чернышевским, что «у каждого есть уголок жизни, куда никто никогда не должен залезать».
После Революции появилось немало людей, искренне уверенных, что буквально на глазах рождается «новый человек» — бескорыстный коллективист, отвергающий излишний бытовой комфорт как пережиток мелкобуржуазного мещанства, согласный на аскетический образ жизни и рвущийся к любому труду на благо общества. Они рассматривали себя как авангард нового общества. Этот авангард и формулировал тогда социальный заказ архитекторам, на базе которого разрабатывались проекты социалистического расселения и новых типов жилья. Но в первые послереволюционные годы массовое строительство нового жилья было невозможно. Под «общежития-коммуны» («дома-коммуны», «рабочие дома», «коллективные дома»), реализовавшие идеи «нового быта», приспосабливались старые здания. Такие общежития создавались как властями при различных предприятиях и учебных заведениях, так и стихийно — не только идейными людьми, но и из-за нищеты. В основном в них жили люди, связанные общим делом. Создание общежитий-коммун поощрялось властью и они распространились довольно широко. Например, в 1923 году в Москве в 1075 официально зарегистрированных коммунах проживало более 40 % молодых рабочих. В первые годы советской власти в общежития, но, естественно, более комфортные, заселялась даже партийная элита. Они назывались Домами Совета и Отелями Совета, так как для них часто приспосабливались бывшие гостиницы. В них имелись отдельные комнаты, общие столовые и общие кухни. Так был, например, устроен Первый Дом Советов, преобразованный из гостиницы «Националь». В нём жили высшие чиновники РСФСР, в том числе В. И. Ленин. Идеи обобществления быта проводил в жизнь не только город, но и деревня, причём заходившая в этом деле очень далеко. Сельские коммунары часто обобществляли не только всё хозяйство, но и все доходы, весь процесс потребления.
Одними из первых новых построек, которые осуществили, хотя и в весьма скромной интерпретации, идею «коллективных домов», были временные рабочие жилища барачного типа с развитыми общими помещениями (клуб-столовая, столовая-читальня, гардеробные с сушилками и умывальными) 1919—1920 годов.

## Поиски новых типов жилья
Начавшееся около 1924 года масштабное строительство жилья в городах и пригородах позволило наконец архитекторам и градостроителям начать реализовывать свои идеи на практике. Разброс типов жилья для рабочих был очень широк и до Революции: односемейные дома, квартиры, общежития, казармы и т. д. Вся эта типология была взята на вооружение архитекторами в послереволюционные годы. Но в качестве основных на пути к строительству «нового быта» выделились следующие направления:
- Первое было связано с концепцией города-сада Э. Говарда, застраиваемого индивидуальными домами.
- Сторонники второго направления возлагали надежды на строительство комплексных домов-коммун с полным обобществлением быта и развитой сферой обслуживания.
- К третьему направлению принадлежали те, кто считал, что строительство домов-коммун в ближайшие годы не будет иметь успеха в связи с «неподготовленностью» населения и поэтому необходимо разработать так называемый «переходный тип дома», который способствовал бы постепенному внедрению в быт новых форм.
- Вместе с ними в первые послереволюционные годы в качестве временного жилища рассматривались казармы для рабочих, направленных (или мобилизованных) на выполнение определённой работы[27][28].

Для строительства периода 1918—1928 годов характерна отсталая в техническом отношении производственная база. Строительство велось ручным трудом. Первые машины на стройплощадках стали массово появляться лишь в 1924—1925 годах, однако это были простейшие подъёмники, растворо- и бетономешалки, лебёдки. Естественно, они не могли существенно снизить затраты ручного труда.

### Малоэтажные рабочие посёлки
Советская жилая архитектура, по мнению искусствоведа В. Э. Хазановой, от романтики проектов 1918—1921 годов перешла к проектам 1920-х годов, в которых на первый план выходили экономия, удовлетворение санитарно-гигиенических требований и утилитаризм. «Техника, экономика и гигиена» — так А. В. Щусев определил «самые верные лозунги» эпохи. Пояснительные записки к проектам новых домов содержали детальные подсчёты материалов, метров и кубометров, рентабельности построек. На первых порах поиски наиболее экономичных решений приводили к малоэтажным деревянным домам. Малоэтажное жильё было преобладающим по объёму проектирования и строительства в 1-й половине 1920-х годов. В массе своей это были не дома рабочих, а традиционная усадебная особняковая застройка на средства средних слоёв городского населения.
Города-сады ещё до Революции занимали умы российских архитекторов и градостроителей, но реализовывавшиеся тогда проекты были весьма далеки от идей Э. Говарда. Теперь же, после Революции, сторонники идей Э. Говарда прониклись уверенностью, что новые социалистические реалии — благоприятные условия для создания истинных городов-садов. Популярность малоэтажного строительства в эти годы предопределил целый ряд социально-экономических условий: отток населения из городов; стремление в трудные голодные годы обзавестись личным приусадебным хозяйством; устремление капитала нэпманов в индивидуальное пригородное строительство; дефицит стройматериалов, кадров и техники для многоэтажного строительства; на тип складывавшихся рабочих поселений оказало влияние строительство за пределами городов рабочих посёлков электростанций и промышленных предприятий. Развёрнутая аргументация в пользу концепции города-сада и индивидуальных усадебных домов содержалась в докладах и статьях членов «Общества городов-садов», в частности В. Н. Семёнова. Он считал, что развитию городов-садов поспособствует относительно низкая степень урбанизации России. По мнению В. Н. Семёнова, города-сады должны были вобрать в себя положительные стороны города и деревни, преодолев тот разрыв между ними, о котором так часто говорилось после Революции. Важным аргументом были санитарно-гигиенические преимущества городов-садов. В этом вопросе проектировщиков поддерживали выступавшие в печати и на совещаниях врачи и гигиенисты: Н. А. Семашко, А. В. Мольков, А. Н. Сысин, И. Г. Гельман, 3. П. Соловьёв, С. А. Гуревич. Подчёркивалось также стремление самих рабочих к индивидуальным усадебным домам.
Инициатива по строительству советских рабочих посёлков, восходящих к концепции города-сада, исходила от ведомств, органов власти, предприятий и их рабочих, акционерных обществ. Их экономическая модель состояла в следующем. Рабочие фабрики или завода, образовывая кооперативное товарищество, недалеко от этого предприятия возводят посёлок (то есть концепция советского рабочего посёлка характерна наличием промышленного ядра), для чего государство на льготных основаниях предоставляет землю и средства. Товарищество, используя коллективную форму собственности на землю и строения и аккумулируя прибыль предприятия, направляло эту прибыль на развитие посёлка. В дальнейшем члены товарищества могли выкупить у него недвижимость.
В советских рабочих посёлках предполагались комфортные индивидуальные дома на одну семью с персональными участками для сада, огорода, разведения живности. Формы обслуживания — обобществлённые; элементы коллективного быта должны были лишить коттеджи «мелкобуржуазного жала». Эти идеи получили отклик и в провинции. Так, в 1925 году редакция «Саратовских известий» упрекала автора статьи о новом жилищном строительстве в том, что он «не затрагивает такого, например, важнейшего вопроса, как необходимость коллективизации быта, без которой не может быть освобождения женщины от кухни и пелёнок». Реализация проектов далеко не всегда соответствовала замыслам архитекторов: на предназначенных для зелёных насаждений и спортплощадок землях устраивали сараи и помещения для птицы; не в полной мере создавалась инфраструктура обслуживания. Противники концепции города-сада утверждали, что она связана с капитализмом, а индивидуальному жилищу не место в советском обществе, основанному на принципах коллективизма, поскольку коттеджи «будут отрицательно влиять на социальную психологию рабочих, прививать им мелкобуружазную идеологию, формировать из рабочего мелкого хозяина и обывателя». Во многих реализованных проектах строились не коттеджи на одну семью, а квартирные дома. По некоторым данным, большинство в построенных посёлках составляли сильно удешевлённые дома: 2-квартирные 1-этажные дома, лишённые водоснабжения и канализации; на втором месте — 4-квартирные 2-этажные дома. Но на деле даже эти дома оказывались достаточно дорогим жилищем. Например, жители Первого рабочего посёлка в Иванове жаловались, что их квартирная плата выше, чем в соседнем 400-квартирном доме-коммуне. Как и дореволюционные города-сады, советские рабочие посёлки на деле имели массу различий с изначальной концепцией Э. Говарда.

### Многоквартирные дома и дома «переходного типа»
К концу 1920-х годов, оставшись без властной поддержки (по мнению М. Г. Мееровича, индивидуальные дома мешали властям использовать жилище в качестве средства управления людьми), потеряв популярность среди архитекторов и градостроителей, а также под влиянием социально-экономических причин (перемещение строительства из пригородов в городские районы на фоне возобновившегося стремительного роста городского населения, неэкономичность индивидуального жилого строительства), усадебная застройка сошла на нет. Постепенно её вытесняли сначала блокированные дома, а затем многоквартирные секционные дома и дома-коммуны. Переходный характер от поселковой застройки к многоэтажным жилым комплексам имела, например, коммунальная 2-этажная застройка в районе Красной Пресни в Москве с палисадниками и участками для огородов.
Квартиры секционных домов состояли из двух-трёх (очень редко четырёх) комнат. Одни из первых городских жилых комплексов для рабочих, состоящих из секционных домов, созданы в Ленинграде (его жилой фонд сократился во время войны на 17 % и пострадал от наводнения 1924 года): Крыловский и Серафимовский участки Московско-Нарвского района (трёх-, четырёхэтажные дома) и Палевский жилмассив (двух-, трёхэтажные дома). В задании на их проектирование требовалось «не задаваться какими-либо утопическими планами создания типа построек, которые будут резко отличаться от существующих жилых домов». Постепенно этажность проектировавшихся домов возрастала. В Москве в 1928 году уже проектировали 6-этажные дома, хотя гигиенисты тогда настаивали на 3-4 этажной застройке. Распространённым в 1920-е годы типом жилья были «дома переходного типа» от традиционных секционных квартирных домов к домам-коммунам. В них наряду с семейными квартирами предусматривались минимальные жилые ячейки и частичное обобществление домашнего хозяйства. Но многих архитекторов и такое традиционное жильё не удовлетворяло. «Недостаточно класть заплаты на старое, перестраивать и приспосабливать существующее, идя путём полумер», — писал И. А. Фомин.

### Дома-коммуны
Создание нового типа жилья требовало поиска ответов на труднейшие вопросы о жизни человека: характере семьи и её будущем, о собственности, о будущем бытовом укладе. Теоретики и практики первых послереволюционных лет, как и утописты прошлого (например, Ш. Фурье), видели в домах-коммунах основу будущего коммунистического быта. Дома-коммуны, по их мнению, должны были способствовать «товарищескому сближению всех в них живущих». Общие прачечные, кухни, столовые, детские, домовые клубы и гостинные должны были быть устроены по последнему слову науки и освободить от бытовой «обывательщины» жильцов дома-коммуны, живущих в уютных снабжённых водой и электричеством комнатах, придущих на смену семейным квартирам. Комнаты могли быть рассчитаны как на одного, так и на нескольких человек. В радикальных вариантах индивидуализацию жильцов видели только в отдыхе и сне. Программа нового типа жилища вырабатывалась в ходе изучения опыта организации рабочих и молодёжных коммун в старых домах. Существенную роль в этом процессе сыграли экспериментальные и конкурсные проекты. Первые прообразы домов-коммун можно увидеть в проектах 1919—1920 годов (это работы Н. А. Ладовского, В. Ф. Кринского и Г. М. Maпу в Живскульптархе, а также вышеупомянутые временные жилища рабочих). Затем был проект К. С. Мельникова, созданный в рамках конкурса 1922—1923 годов на разработку двух показательных жилых кварталов для рабочих в Москве. В нём уже выявлены такие характерные черты будущих домов-коммун, как развитая коммунальная часть (включающая секторы питания, культурного отдыха, воспитания детей, хозяйственно-бытовой), жилые корпуса с ячейками для одиноких (без кухонь и других подсобных помещений), крытые переходы, соединяющие жилые и коммунальные корпуса, а также современно решённый облик здания в духе архитектуры советского авангарда. В 1925 году Моссовет объявил конкурс на проект коммунального дома в Москве, рассчитанного на 750—800 человек. Предполагалось, что 10 % из них — одинокие люди, 30 % — бездетные семьи, 60 % — семьи из 3-5 человек. Население дома обслуживалось общей столовой, которая должна была одновременно служить местом общих собраний. Культурно-досуговая функция была представлена библиотекой-читальней и клубом. Детский сад и ясли располагались на первом этаже и удобно сообщались с детской площадкой во дворе дома. В доме проектировалась прачечная. В программе конкурса из семейных квартир исключались кухни. Только небольшие разогревательные плиты на этажах служили для приготовления пищи детям и больным. Отказ от индивидуального питания — характерная тенденция тех лет, хотя здесь сказалась и дороговизна индивидуальных кухонь, для оборудования которых в массовом строительстве было затруднительно использовать газ или электричество.
Во 2-й половине 1920-х — начале 1930-х годов велось проектирование и строительство домов-коммун в разных частях Советского Союза и для разных слоёв населения. После того, как в 1928 году жилищной кооперации разрешили 5 % средств, ассигнованных на строительство, тратить на постройку культурно-бытовых учреждений, кооперативы стали массово заказывать архитекторам дома с развитой общественной частью («дома переходного типа» и дома-коммуны). Кооперативы как бы приняли эстафету от бытовых коммун периода военного коммунизма в области внедрения в быт коллективистских начал. К этому времени в проектной мысли уже возобладали крайне левые устремления по обобществлению быта. Но в полной мере реализоваться в домах-коммунах им было не суждено. Острая жилищная нужда приводила к тому, что они заселялись с превышением проектных значений, а из-за нарушений условий их нормального функционирования (коммунальные учреждения не работали, общественные помещения отводились под жильё, предназначенные для одиноких и малосемейных корпуса заселялись семьями с детьми и т. д.) о комфортной жизни в большинстве таких домов не могло быть и речи. Кроме того, были переоценены сами перспективы коммунальной жизни. Архитекторы и социологи расширительно трактовали нравы и бытовой уклад молодёжных коммун 1920-х годов как ростки нового быта. На деле эти коммуны носили временный характер, они существовали, пока молодые люди учатся и ещё не обзавелись семьями. Проекты коммунальных домов стали всё чаще подвергаться критике населения и профессионального сообщества. Говорилось, что дома-коммуны — это «забегание вперёд» (жильцы совсем не спешили обобществлять свою частную жизнь), обращалось внимание на неэкономичность проектов с непомерно разросшейся общественной частью (хотя некоторые проекты без индивидуальных квартир своими расчётами демонстрировали экономическую рентабельность в сравнении с обычными жилыми домами, к 1931 году комиссии по отбору типовых проектов не могли выбрать ни одного в качестве типового, где стоимость строительства по экономическим показателям была бы меньшей или хотя бы равной стоимости обычных квартирных домов). По словам С. О. Хан-Магомедова, ни один из социально-бытовых и типологических экспериментов в архитектуре 1920-х годов, ни в домах-коммунах, ни в «домах переходного типа», не был доведён до конца «ни в части проверки экономический целесообразности малометражных квартир, ни в части организации коммунального обслуживания жителей домов, ни в части применения новой строительной техники». О реальной практике внедрения обобществлённого быта в Доме-коммуне инженеров и писателей, шуточно прозваном «слеза социализма», вспоминала поэтесса и писательница О. Ф. Берггольц:

Мы, группа молодых (очень молодых!) инженеров и писателей, на паях выстроили его в самом начале тридцатых годов в порядке категорической борьбы со «старым бытом» (кухня и пеленки!), поэтому ни в одной квартире не было не только кухонь, но даже уголка для стряпни. Не было даже передних с вешалками — вешалка тоже была общая, внизу, и там же, в первом этаже, была общая детская комната и общая комната отдыха: ещё на предварительных собраниях отдыхать мы решили только коллективно, без всякого индивидуализма. Мы вселялись в наш дом с энтузиазмом, восторженно сдавали в общую кухню продовольственные карточки и «отжившую» кухонную индивидуальную посуду — хватит, от стряпни раскрепостились, — создали сразу огромное количество комиссий и «троек»… И вот, через некоторое время, не более чем года через два, когда отменили карточки, когда мы повзрослели, мы обнаружили, что изрядно поторопились и обобществили свой быт настолько, что не оставили себе плацдармов даже для тактического отступления… кроме подоконников; на них-то первые «отступники» и начали стряпать то, что им нравилось, — общая столовая была уже не в силах удовлетворить разнообразные вкусы обитателей дома. С пеленками же, которых в доме становилось почему-то все больше, был просто ужас: сушить их было негде! 

<…> 

Нет, мы не отдадим нашего дома. Мы любим его. Не за удобства, да их и немного — неудобств куда больше! Мы любим его просто так, потому что он наш, часть нашей жизни, нашей мечты, наших дерзаний, пусть не всегда продуманных, но всегда искренних.
— Берггольц О. Ф. Дневные звёзды. — М., 1967. — С. 43—45.

### «Новая жилищная политика»
Процесс перехода жилья в собственность государства в годы Гражданской войны шёл медленно. Например, в Москве на начало 1919 года из 28 тысяч домов в собственность государства перешло всего 4,5 тысяч. Власти признавали, что муниципализация всего жилого фонда оказалась им не по силам. К началу нэпа политика «жилищного передела» была фактически свёрнута. С 1921 года стартовала «новая жилищная политика». Жилая площадь в основной своей массе демуниципализировалась: возвращена прежним хозяевам или передана новым. Возможности института государственного обеспечения жильём были ограничены. Восстановлено взимание квартплаты с рабочих.
С окончанием войны и улучшением экономических условий возросли объёмы ввода жилья. С принятием в 1922 году закона «О праве застройки» всё большую долю в нём занимает частное строительство. В середине 1920-х годов 70-80 % жилья возводилось частным путём. В 1924 году был законодательно признан уже сформировавшийся институт кооперативной собственности в виде жилищных товариществ. Установлено три вида товариществ: жилищно-арендные кооперативные товарищества (ЖАКТы), создаваемые для эксплуатации муниципализированных домовладений; рабочие жилищностроительные кооперативные товарищества (РЖСКТ) по сооружению новых и восстановлению разрушенных домов; общегражданские жилищно-строительные кооперативные товарищества (ЖСКТ), куда входили группы кустарей, ремесленников и мелкой буржуазии, лица свободных профессий, квалифицированные служащие, то есть группы населения, имевшие возможность строить жильё на собственные средства. По замыслу сторонников создания товариществ, они должны были не только смягчить жилищный кризис, но и «с одной стороны, воспитывать в людях чувство хозяина и развивать опыт самоуправления, а с другой — эксплуатировать жильё на принципах самоокупаемости». Данные свидетельствуют об относительном комфорте проживания в кооперативных домах.
В целях стимулирования роста жилищного строительства был создан Центральный банк кредитования коммунального и жилищного строительства (Цекомбанк) и сеть местных коммунальных банков. Помощь властей индивидуальному застройщику отчасти была продиктована необходимостью прекратить самозахват городских и пригородных земель для индивидуального строительства. В конце 1920-х — начале 1930-х практиковались «самоуплотнения», когда по велению местного начальства квартира превращалась в коммуналку. Тогда же вновь активизировалась муниципализация жилья и выселение нетрудовых элементов, в том числе нэпманов и священнослужителей.

### Статистика
Согласно официальной статистике, новое строительство, достройка и восстановление составили в 1923 году — 1,08 млн м², в 1924 году — 1,2 млн м², в 1925 году — 1,85 млн м² (по другим данным, более 3 млн м²), в 1926 году — 3,23 млн м², в 1928 году — 4,89 млн м² жилой площади. В 1924 году показатель средней жилой площади на городского жителя составлял 5,8 м². В июле 1926 года Пленум ЦК ВКП(б) в своём постановлении указал, что всё более усиливающийся жилищный кризис задерживает развитие промышленности,
препятствуя вовлечению в производство новых рабочих. В том же году данные переписи населения показали, что в среднем на одного человека в стране приходилось 5,9 м² (на рабочего — 4,9 м², на служащего — 6,9 м², на прочих граждан — по 6,1 м²), в Москве — 5,2 м², в провинциальных городах — 6,3 м², совсем тяжёлой была ситуация в фабричных центрах — на одного жителя там приходилось 1,5-4,5 м². Для провинциальных городов в 1926 году установили норму в 6,3 м² минимальной жилой площади на человека. К 1928 году средняя жилищная норма по СССР упала до 5,53 м². Возможно, это стало одной из причин выхода в том же году постановления «О мерах поощрения строительства жилищ за счёт частного капитала».
| За период 1918—1928 годов построено и введено миллионов м² (данные сборника «Народное хозяйство СССР за 1913—1956 гг.») |                                                                  | | |                           |                           |
| Государственными предприятиями, учреждениями и местными советами                                                        | Государственными предприятиями, учреждениями и местными советами | Населением городов и посёлков городского типа за счёт собственных средств и с помощью государственного кредита | Населением городов и посёлков городского типа за счёт собственных средств и с помощью государственного кредита | Всего построено и введено | Всего построено и введено |
| Общей площади | Жилой площади                                                    | Общей площади                                                                                                  | Жилой площади                                                                                                  | Общей площади             | Жилой площади             |
| 24,8 | 17,9                                                             | 19,2 | 15,0 | 44,0                      | 32,9                      |

| Ввод в действие жилых домов государственными и кооперативными предприятиями и организациями, колхозами и населением в 1918—1928 годы в миллионах м² общей площади (данные сборника «Народное хозяйство СССР 1922—1972 гг. (Юбилейный статистический ежегодник)») |                                                                        |                                                                | |
| Государственными и копперативными предприятиями и организациями и жилкооперацией | Рабочими и служащими за свой счёт и с помощью государственного кредита | В колхозах (колхозами, колхозниками и сельской интеллигенцией) | Всего построено в городах и сельских местностях государственными и копперативными предприятиями и организациями, колхозами и населением |
| 23,7 | 27,5                                                                   | 151,8                                                          | 203,0 |

За 1923—1925 годы в городах и посёлках городского типа построено почти 5,5 млн м² жилья. По данным, приводимым Ю. С. Яраловым, с 1923 по 1927 годы, в СССР было построено более 12,5 млн м² жилой площади. В учебнике «История советской архитектуры (1917—1954 гг.)» сказано, что за 1928 год было построено свыше 1 млн м² жилой площади (главным образом малоэтажные дома).

## Период индустриализации
На рубеже 1920—1930-х годов взят курс на ускоренную индустриализацию СССР. «Пятилетний народнохозяйственный план на период 1928/29—1932/33 гг.» был одобрен и утверждён в апреле — мае 1929 года. В условиях военной тревоги все ресурсы должны были направляться на скорейшее создание военно-промышленного комплекса, а жилищное и культурно-бытовое строительство получало минимальные инвестиции.

### Соцгород
Одной из задач «Пятилетнего народнохозяйственного плана на период 1928/29—1932/33 гг.» было создание принципиально новых городов социалистического типа — «соцгородов» с высокой степенью обобществления быта при новых промышленных гигантах, прежде всего, на неосвоенных территориях в глубине страны. Новые населённые пункты задумывались как административно-хозяйственные центры опролетаривания населения. Таким образом, концепция соцгорода — не только социальная утопия архитекторов и градостроителей, но и партийная установка, которая была связана с выполнением экономических планов государства.
В 1929—1930 годах состоялась вторая градостроительная дискуссия о расселении. В ходе дискуссии обсуждались первые конкурсные проекты соцгородов. В обсуждение и проектирование было вовлечено практически всё архитектурное сообщество страны, государственные и общественные деятели, учёные, врачи-гигиенисты и другие специалисты, а также иностранные архитекторы левых убеждений. Наиболее известными участниками дискуссии были Л. М. Сабсович и М. А. Охитович, представлявшие так называемых «урбанистов» (сторонники компактного соцгорода средних размеров, структурная единица которого — большой дом-коммуна или жилой комбинат / коммуна из домов и корпусов меньших размеров с крытыми переходами на 2-3 тысячи человек взрослого населения) и «дезурбанистов» (сторонников линейного расселения с индивидуальными сборными стандартизированными жилыми ячейками посреди природы).
Дискуссия была принудительно закрыта властями в начале 1930-х годов, когда жилищной политикой занялся Л. М. Каганович. В постановлении ЦК ВКП(б) «О работе по перестройке быта» от 1930 года немедленное и радикальное обобществление всех сторон быта было объявлено утопической и вредной попыткой «перескочить через те преграды на пути к социалистическому переустройству быта, которые коренятся, с одной стороны, в экономической и культурной отсталости страны, а с другой — в необходимости в данный момент сосредоточить максимум ресурсов на быстрейшей индустриализации». С этого момента в конкурсных программах на проектирование соцгородов под «жилкомбинатом» стали пониматься отдельные дома, сгруппированные вблизи объектов обслуживания, то есть по сути жилой квартал.
Многие соцгорода создавались в отдалённых территориях страны, на их стройки ехали как добровольцы, энтузиасты, так и в принудительном порядке заключённые и спецпереселенцы. Нехватка средств и сжатые сроки приводили к тому, что первоначально соцгорода застраивались бараками, временным самостроем. Капитальные дома имели недоделки и низкое качество строительства. Рабочее жильё было преимущественно коммунального заселения. Обитатели уральских бараков регулярно жаловались со страниц газет на ужасные бытовые условия: отсутствие кипятка, постельного белья, мебели и дров, скученность помещений, наличие клопов, низкое качество строительства. Ещё более ужасными были условия в трущобах посёлков-самостроев («нахаловок»).
Постепенно жители соцгородов переселялись в более комфортное и капитальное жильё, предусмотренное проектами соцгородов. Прежде всего в него заселяли передовиков производства, стахановцев. На качестве этих домов также сказались экономия и спешка. Покомнатно-посемейное заселение велось даже там, где его не предусматривали.
Более комфортное жильё, иногда индивидуальные дома, предназначалось для руководящих работников и иностранных специалистов. Таким образом, фактически созданная типология жилья соцгородов оказалась сильно отличной от предложений конкурсных проектов. Например, в Магнитогорске в конце 1930-х годов она представляла собой следующее:
- 50 % — «временное жильё» (бараки)
- 25 % — землянки
- 15 % — трёх-, пятиэтажные дома с покомнатно-посемейными коммуналками (по 3-4 человека в комнате)
- 8 % — самострой «нахаловок»
- 2 % — коттеджи обособленного посёлка Берёзки для высшего начальства и крупных специалистов, а также центральная гостиница

### Первые сталинки. Жилищная политика в 1930-е годы
1930-е годы в архитектуре ознаменовались отходом от авангардной архитектуры и началом «использования как новых, так и лучших приёмов» классической архитектуры. После этого советские архитекторы не без вмешательства властей стали массово переходить на позиции ретроспективизма. «Гвоздём в гроб конструктивизма» стал творческий манифест И. В. Жолтовского — жилой дом на Моховой для сотрудников Моссовета, построенный в 1934 году.
По мнению В. З. Паперного, в 1-й половине XX века советский тип жилого помещения прошёл эволюцию от воплощения идеалов коллективного до индивидуального быта, водоразделом между которыми стала смена архитектурных приоритетов в начале 1930-х. С социально-типологических поисков новых форм жилья, которые бы отвечали задаче построения общества социальной справедливости, архитектурное сообщество было переориентировано на выражение «державно-эпического пафоса» при помощи парадных композиций с домами-«сталинками»
К концу 1930-х годов новое жильё негласно разделилось на элитное и рядовое коммунального заселения. Появившиеся в 1930-е годы многоквартирные секционные «сталинки», названные так по имени И. В. Сталина, преподносились как дома, которые со временем станут «штучными дворцами для рабочих». Но значительная доля этих домов в действительности была элитным жильём номенклатурных работников, представителей технической и творческой интеллигенции. Они имели высокие потолки, хорошую планировку с кабинетами, детскими, библиотеками, большими кухнями, раздельными санузлами и подсобными помещениями. Отдельные 20 м² полагались научным работникам. А для рядовых рабочих советских городов строились предназначавшиеся под коммунальное заселение дома, лишённые богатого декоративного убранства. В старых городах материально-технические условия строительства были лучше, чем в соцгородах-новостройках. Но и там, и там жилища рабочих уступали элитным домам в метраже и по степени удобств. Как правило, они формировали целые районы на окраинах городов. Как и в соцгородах и соцпосёлках, зачастую это были бараки. Бараки существовали даже в Москве. И, несмотря на запрет Моссовета 1934 года о запрете строительства бараков в городе, к 1938 году их количество даже выросло с 5 до 5,2 тысяч. Плохие жилищные условия отчасти компенсировались его дешевизной. В 1932—1933 годах у семей рабочих на жильё уходило всего 4-5 % расходов семьи. Но затем был взят курс на полную самоокупаемость жилья.
Жильё и его распределение использовались как средство привязывания рабочего к производству. В 1931 году принят закон, по которому работники, нарушившие трудовую дисциплину, теряли право на жильё от своего предприятия. Постановление ЦИК и СНК СССР от 17 октября 1937 года «О сохранении жилищного фонда и улучшении жилищного хозяйства в городах» возлагало управление всем государственным жилищным фондом на местные советы, предприятия и учреждения. В сталинскую эпоху частное жилищное строительство было подорвано. В 1931 году введён запрет на частное проектирование. На первый план выдвинулось сначала кооперативное строительство. По сведениям Центрожилсоюза РСФСР, в 838 районных кооперативных товариществах в 1935 году не были вселены 50,7 % пайщиков, треть которых полностью оплатили довъездовский пай. Такая неэффективность вызвала отток людей из кооперативов. Удельный вес кооперации в общем жилом строительстве снизился с 25 % в 1929 году до 3,9 % к 1935 году. А в 1937 году жилищная кооперация была окончательно ликвидирована. Пришедшее ей на смену ведомственное строительство тоже имело существенные недостатки. Вскоре после постройки дома оказывались лишь юридически связанными с ведомством или предприятием. Они заселялись лицами, потерявшими связь с ведомством. Попытки их выселения обычно были безнадёжны. Нарком коммунального хозяйства Н. П. Комаров сообщал во ВЦИК о неудовлетворительном ведении хозяйства в домах, принадлежащих промышленности, и недостаточном вводе жилья вследствие недовыполнении плановых заданий. В 1940 году началась борьба с самовольным строительством в городах, рабочих, курортных и дачных посёлках. Лишившись возможности улучшать свои жилищные условия самостоятельно, граждане стали зависимыми от скромных бюджетов местных органов власти и предприятий.
В 1930-е годы деревня впервые столкнулась с уплотнением. Это было временное явление эпохи коллективизации, когда рабочие крупных промышленных предприятий («двадцатипятитысячники») были отправлены на помощь колхозному строительству.

### Статистика
Жилищное строительство не поспевало за стремительным ростом населения городов, вызванным индустриализацией. В довоенный период шло абсолютное уменьшение жилого фонда и ухудшение санитарно-гигиенических условий. Если в 1930 году в Москве средняя норма жилой площади составляла 5,5 м² на человека, то к 1940 году она сократилась почти до 4 м². Особенно катастрофическая ситуация была в соцгородах-новостройках. В коммунальные жилища там заселяли, исходя из «голодной» нормы в 3-5 м² жилой площади на человека, а иногда и ещё плотнее. В Донбассе в середине 1930-х годов 40 % рабочих имели менее 2 м² жилой площади. Городское население, по переписи 1939 года, составляло 56,1 млн человек. На каждого из них приходилось в разных городах в среднем от 4,5 до 8 м². К 1940 году городской жилищный фонд СССР насчитывал 421 млн м² общей площади или (по другим данным) — 167,2 м² жилой площади.
Бо́льшую часть жилищного фонда составляло различное коммунальное жильё — «коммуналки», уже ставшие привычным атрибутом советского города. Теснота жизни в них в 1-й половине XX века не особо снижала социального энтузиазма поколений строителей социализма. Исследовательница советского жилья Т. П. Хлынина считает, что жилищная политика населением СССР лишь изредка воспринималась наказанием, какой она предстаёт в работах М. Г. Мееровича. На качестве жизни сказывалась значительная изношенность жилья. Особенно изношен был частный жилой фонд, составлявший 35 % городского жилья в 1936 году. При минимальной потребности в кредите на ремонт этого фонда в 60 млн рублей в год, Цекомбанк на 1936 год выделил всего 10 млн рублей.
Что касается деревни, где традиционно каждая семья имела свой дом, она в гораздо меньшей степени испытывала жилищную нужду.
| В годы первых пятилеток построено и введено миллионов м² (данные сборника «Народное хозяйство СССР за 1913—1956 гг.») |                                                                  |                                                                  | | |                           |                           |
| | Государственными предприятиями, учреждениями и местными советами | Государственными предприятиями, учреждениями и местными советами | Населением городов и посёлков городского типа за счёт собственных средств и с помощью государственного кредита | Населением городов и посёлков городского типа за счёт собственных средств и с помощью государственного кредита | Всего построено и введено | Всего построено и введено |
| Общей площади | Жилой площади                                                    | Общей площади                                                    | Жилой площади                                                                                                  | Общей площади                                                                                                  | Жилой площади             |                           |
| Первая пятилетка (1929—1932 гг.)                                                                                      | 33,9                                                             | 24,3                                                             | 6,1 | 4,7 | 40,0                      | 29,0                      |
| Вторая пятилетка (1933—1937 гг.)                                                                                      | 41,6                                                             | 29,6                                                             | 5,0 | 3,9 | 46,6                      | 33,5                      |
| Три с половиной года Третьей пятилетки (с 1 января 1938 г. по 1 июля 1941 г.)                                         | 41,8                                                             | 29,7                                                             | 7,6 | 5,9 | 49,4                      | 35,6                      |

| Ввод в действие жилых домов государственными и кооперативными предприятиями и организациями, колхозами и населением в годы первых пятилеток в миллионах м² общей площади (данные сборника «Народное хозяйство СССР 1922—1972 гг. (Юбилейный статистический ежегодник)») |                                                                                  |                                                                        |                                                                | |
| | Государственными и копперативными предприятиями и организациями и жилкооперацией | Рабочими и служащими за свой счёт и с помощью государственного кредита | В колхозах (колхозами, колхозниками и сельской интеллигенцией) | Всего построено в городах и сельских местностях государственными и копперативными предприятиями и организациями, колхозами и населением |
| Первая пятилетка (1929—1932 гг.) | 32,6                                                                             | 7,6                                                                    | 16,7                                                           | 56,9 |
| Вторая пятилетка (1933—1937 гг.) | 37,2                                                                             | 7,1                                                                    | 23,0                                                           | 67,3 |
| Три с половиной года Третьей пятилетки (1938 г. — первое полугодие 1941 г.) | 34,4                                                                             | 10,8                                                                   | 36,4                                                           | 81,6 |

## Разрушения Великой Отечественной войны и восстановление жилого фонда
Уже в первые месяцы войны разрушения, вызванные боевыми действиями, и эвакуация населения усилили и без того тяжёлый жилищный кризис. Жилищные управления исполкомов городов, подвергшихся разрушениям, вели постоянный контроль за состоянием жилого фонда и помогали лишившимся крова — как строительством, так и переселением в простаиваемое жильё. Но практика переселения в простаиваемое жильё вносила ещё большую неопределенность в ситуацию с жильём. Возвращение прежних квартиросъемщиков с фронта, из эвакуации, из мест высылки лишь обостряло жилищный вопрос. Порой по инициативе советского и партийного руководства городов к ремонту и восстановлению жилья привлекалась общественность. Как ни странно, но в тяжёлые военные годы скученная жизнь в коммуналках, лишавшая человека возможности уединения, спасла немало жизней. Коммунальные кухни превратились в «места, где грелись все и видели, кто и чем питался», становились источниками взаимопомощи жильцов. В блокадном Ленинграде соседи оказывались единственными кормильцами для тех, кто потерял всех своих близких: они отоваривали карточки, ухаживали за обитателями «выморочных» квартир, пристраивали осиротевших детей.
Степень разрушения городов зависела от времени и характера оккупации, близости к линии фронта и могла доходить до 100 %. Восстановление жилищно-коммунального хозяйства населённых пунктов начиналось сразу после их освобождения. Дефицит строительных материалов и инженерного оборудования компенсировался их сбором в разрушенных зданиях. В 1943 году горком партии в Ростове-на-Дону принял постановление об упорядочении сбора стройматериалов, но вскоре отметил, что оно не выполняется: например, заведующая одной из столовых разбирала полы, перегородки в разрушенных зданиях на дрова и была осуждена. Тот же горком отмечал, что ремонтно-восстановительные работы по городу проходят неудовлетворительно и отпущенные на ремонт деньги осваиваются медленно. Строительство в военные годы активно велось на Урале, в Сибири, Казахстане и на Дальнем Востоке. Для строительства новых зданий были мобилизованы немецкие военнопленные. До сих пор во многих городах бывшего СССР существуют «немецкие» районы, построенные по немецким технологиям и планам.
В Сталинграде, одном из самых пострадавших городов, на восстановление довоенного объёма жилого фонда потребовалось 10 лет после окончания Сталинградской битвы. Первоначально велось малоэтажное строительство на периферии города: бараки, сборно-щитовое жильё, в том числе индивидуальное. С 1950 года застройка Сталинграда приобрела комплексный характер. В центральной части города выросли капитальные 4-7-этажные дома. Огромный вклад в возрождение города внесли его жители. Ещё в 1943 году возникло «черкасовское движение». Последователи работницы детского сада А. М. Черкасовой за пять лет добровольно и безвозмездно отработали на стройплощадках 6 млн 580 тысяч часов. К 1 января 1951 года движение насчитывало 95 тысяч человек, то есть почти половину трудоспособного населения города. Хотя объём жилого фонда к 1953 году был восстановлен, его качество оставляло желать лучшего: тысячи сталинградцев проживали в бараках, часть индивидуальных домов не была подключена к электричеству (в 1950 году они составляли 20 % от всех индивидуальных домов).
В целом Великая Отечественная война до предела обострила жилищный кризис. Инвентаризация жилого фонда привела к осознанию необходимости его существенного обновления, вызвав к жизни целое проектное движение, охватившее все крупные мастерские. Вопрос о том, каким быть строящемуся жилью, находил своё отражение в рационализаторских предложениях, в интересе к облегчённым конструкциям, экономичным сборным, щитовым домам. В условиях дефицита кадров и качественных материалов массовое жильё могло быть только малоэтажным. В конце 1940-х в СССР официально была принята парадигма малоэтажного типового жилищного строительства в виде небольших кварталов из однообразных конструктивно унифицированных (кирпичных, деревянных, шлакоблочных и т. д.) одно- и двухэтажных жилых домов, составляющих микрорайоны. Развитие типового проектирования по всей территории страны позволило быстро восстановить жилой фонд. Эти капитальные малоэтажные дома заполнили собою пробел между довоенными бараками, временными жилищами и роскошными элитными сталинками, которые продолжали возводиться и после войны: значительные ресурсы были направлены на многоэтажные парадные ансамбли из этих зданий в центрах городов. Создание этих ансамблей требовалось властью, особенно важной задачей их строительство было в городах, наиболее пострадавших от войны.
Вышедшее в августе 1946 года постановление Совета Министров СССР «О повышении заработной платы и строительства жилищ для рабочих, инженерно-технических работников предприятий и строек, расположенных на Урале, в Сибири и на Дальнем Востоке» позволяло желающим улучшить жилищные условия своими силами построить небольшой двух- или трёхкомнатный дом. Предоставлялся государственный кредит в размере 8 тыс. рублей для двухкомнатного деревянного дома, 10 тыс. рублей для дома из кирпича. Срок погашения кредита на двухкомнатный дом составлял 10 лет при ставке 1 % в год.
Архивные документы начала 1950-х годов изобилуют жалобами рабочих и служащих на свои жилищные условия. На партконференции Челябинского тракторного завода начальник цеха А. Прилежский сообщил, что при приёме на работу 90 % рабочих справляются о жилье. Но цех не имел возможности выделить ни одной квартиры. На многих предприятиях приходилось обращаться к методу «народной стройки», поощряемому властями как «пример высокой социалистической сознательности». Рабочие обязывались строить себе дома в свободное от работы время из строительных материалов, выделяемых своим предприятием. Построенные дома находились в собственности государства. Метод возник в городе Горький и за свою трудоёмкость был прозван в народе «горьким». Удельный вес такого жилья в общем объёме жилищного строительства был незначительным.
В послевоенные годы вырос парк машин и механизмов, механизированный способ строительства жилищ стал ведущим. Однако при наличии высокопроизводительных машин строительные материалы оставались в основном прежними и поэтому новые машины и механизмы часто использовались нерационально, большой процент работ выполнялся вручную. На развитии жилищного строительства отрицательно сказывалось распыление ресурсов по многочисленным маломощным организациям.

### Статистика
Официальная статистика сообщала, что во время войны:

более 1700 городов и поселков оказались разрушенными, уничтожено около 70 миллионов квадратных метров жилой площади, свыше 25 миллионов человек полностью лишились крова. В трудных условиях военного времени было построено и восстановлено жилых домов общей площадью около 50 миллионов квадратных метров.
— Постановление ЦК КПСС и Совета министров СССР от 31 июля 1957 г. № 931 «О развитии жилищного строительства в СССР»
| В 1941—1954 годы построено и введено миллионов м² (данные сборника «Народное хозяйство СССР за 1913—1956 гг.»)       |                                                                  |                                                                  | | |                           |                           |
| | Государственными предприятиями, учреждениями и местными советами | Государственными предприятиями, учреждениями и местными советами | Населением городов и посёлков городского типа за счёт собственных средств и с помощью государственного кредита | Населением городов и посёлков городского типа за счёт собственных средств и с помощью государственного кредита | Всего построено и введено | Всего построено и введено |
| Общей площади | Жилой площади                                                    | Общей площади                                                    | Жилой площади                                                                                                  | Общей площади                                                                                                  | Жилой площади             |                           |
| Военные годы (с 1 июля 1941 г. — 1945 г.)                                                                            | 49,3                                                             | 35,5                                                             | 8,5 | 6,6 | 57,8                      | 42,1                      |
| Четвёртая пятилетка (1946—1950 гг.)                                                                                  | 84,8                                                             | 60,5                                                             | 30,4 | 23,5 | 115,2                     | 84,0                      |
| Четыре года Пятой пятилетки (1951—1954 гг.)                                                                          | 93,2                                                             | 64,7                                                             | 30,4 | 22,6 | 123,6                     | 87,3                      |
| Кроме того, в сельских местностях построено жилых домов (данные сборника «Народное хозяйство СССР за 1913—1956 гг.») |                                                                  |                                                                  | | |                           |                           |
| 1946—1950 гг. | 2 698 000                                                        | 2 698 000                                                        | 2 698 000 | 2 698 000 | 2 698 000                 | 2 698 000                 |
| 1951—1954 гг. | 1 652 000                                                        | 1 652 000                                                        | 1 652 000 | 1 652 000 | 1 652 000                 | 1 652 000                 |

| Ввод в действие жилых домов государственными и кооперативными предприятиями и организациями, колхозами и населением в 1941—1955 годы в миллионах м² общей площади (данные сборника «Народное хозяйство СССР 1922—1972 гг. (Юбилейный статистический ежегодник)») |                                                                                  |                                                                        |                                                                | |
| | Государственными и копперативными предприятиями и организациями и жилкооперацией | Рабочими и служащими за свой счёт и с помощью государственного кредита | В колхозах (колхозами, колхозниками и сельской интеллигенцией) | Всего построено в городах и сельских местностях государственными и копперативными предприятиями и организациями, колхозами и населением |
| Четыре с половиной года (с 1 июля 1941 г. до 1 января 1946 г .) | 41,3                                                                             | 13,6                                                                   | 47,6                                                           | 102,5 |
| Четвёртая пятилетка (1946—1950 гг.) | 72,4                                                                             | 44,7                                                                   | 83,8                                                           | 200,9 |
| Пятая пятилетка (1951—1955 гг.) | 113,0                                                                            | 65,1                                                                   | 62,4                                                           | 240,5 |
| 1. |                                                                                  |                                                                        |                                                                | |

Секретная «Справка ЦСУ СССР Л. M. Кагановичу о состоянии городского жилищного фонда в 1940—1952 гг.» сообщала, что обобществлённый жилищный фонд (жилищный фонд государственных, кооперативных и общественных учреждений, предприятий и организаций) составил:
| | Жилая площадь в миллионах м² на конец года |         |         |       |
| 1940 г. | 1945 г.                                    | 1950 г. | 1952 г. |       |
| В границах соответствующих лет, то есть включая вновь присоединенную территорию и городские поселения, преобразованные из сельских населенных мест | 167,2                                      | 158,3   | 203,0   | 221,9 |
| По сравнимой территории, то есть исключая вновь присоединенную территорию и городские поселения, преобразованные из сельских населенных мест       | 167,2                                      | 154,7   | 192,3   | 208,9 |

То есть уже к концу 1940-х годов был достигнут довоенный уровень жилой площади. Но составитель справки отмечал, что рост жилого фонда не успевает удовлетворять потребности населения в жилье, из-за значительного прироста городского населения. Средний размер жилой площади на 1 постоянно проживающего в городах и рабочих поселках на 1 января 1953 года в обобществлённом фонде составлял 5,6 м², в том числе на одного постоянно проживающего в домах местных советов — 6,0 м² и в домах министерств и ведомств — 5,3 м². С учётом временно проживающих и непрописанных обеспеченность жилой площадью в действительности значительно ниже. Средняя обеспеченность жилой площадью в 1952 году осталась на уровне 1950 года и незначительно превысила уровень 1940 года. В некоторых городах в 1952 году (Куйбышев, Молотов, Челябинск, Новосибирск) обеспеченность жилой площадью была ниже 5 м². Впрочем, по мнению Д. С. Хмельницкого, данные по жилой площади на человека в справке завышены. Кроме того, в справке приведены данные о том, какую долю в общем городском жилом фонде занимают бараки (в 1952 году — 18 млн м², рост к 1940 году — 144 %). При этом в 1928 году в бараках жили около 26 млн. человек городского населения страны, а в 1952 году — уже около 80 миллионов. В целом справка показывает, что ситуация с жильём в СССР за 1930—1940-е годы ухудшилась. В частности, жилая площадь советских городов в 1940 году оказывается практически равной жилой площади 1929 года (166 млн м²). Это значит, что новое строительство последних десятилетий едва покрывало утрату жилого фонда.
Кредитование индивидуального строительства позволило вовлечь в него большие массы людей. В РСФСР с конца войны до конца 1950-х годов 22-27 % вводимой общей площади приходилось на индивидуальных застройщиков.

## Массовое типовое индустриальное строительство

### Истоки типового, индустриального и панельного домостроения
Первый опыт в области массового индустриального домостроения в СССР относится к периоду до Великой Отечественной войны (на заводе изготавливались элементы Первого рабочего посёлка в Иваново-Вознесенске). В 1927 году советская делегация посетила Германию, чтобы ознакомиться с опытом строительства социального жилья Э. Мая из крупных пемзобетонных панелей. Но массового применения эта форма организации строительства не нашла. Для ранних советских строек было характерно отсутствие системы типоразмеров и чёткой схемы организации и распределения работ, полукустарный способ изготовления деталей. Всё это снижало экономическую эффективность строительства.
В 1936 году было опубликовано постановление СНК СССР и ЦК ВКП(б) «Об улучшении строительного дела и удешевлении строительства». Оно положило начало процессу индустриализации и типизации в строительном деле. Успешное применение поточно-скоростных методов при застройке Большой Калужской улицы в Москве в конце 1930-х годов наглядно продемонстрировало перспективы оптимизации строительного процесса.
В предвоенное время велись исследования в области типизации изделий и уже применялись, например, готовые железобетонные марши, в крупных городах строились первые советские дома из крупных блоков, характерным было стремление к экономичным решениям. Но задача разработки полноценных жилых серий не ставилась (хотя в 1939 году Госстройпроекту было поручено разработать типовые проекты многоэтажных домов), а индустриализация строительства касалась строительных и конструктивных элементов, не имея ничего общего с упрощением пластики фасадов. На примере «Ажурного дома» А. К. Бурова и Б. Н. Блохина 1940 года было показано, что индустриальное домостроение и качественная, разнообразная архитектура отнюдь не противоречат друг другу. Этот экспериментальный дом стал переходным этапом от блочного строительства к индустриальному панельному.
Первые попытки строить из панелей в СССР относятся к 1930-м и 1940-м годам (подробнее см. Хрущёвка#Первые советские панельные дома). С 1945 года каркасно-панельные дома строились в Екатеринбурге. На Украине панельное домостроение начато в 1949 году по инициативе первого секретаря ЦК КП Украины Н. С. Хрущёва. Этот опыт показал большие возможности индустриального домостроения, особенно с точки зрения экономичности и скорости возведения. В 1950 году в Магнитогорске (пр. Карла Маркса, 32) выстроен первый советский бескаркасный крупнопанельный жилой дом (инженеры Г. Кузнецов, Б. Смирнов, А. Мкртумян, архитекторы Л. О. Бумажный, З. Нестерова).
Как и в западных странах, освоение методов типового и индустриального домостроения ускорилось в виду необходимости быстрого восстановления жилого фонда после войны. В 1949 году Госстройпроект выпустил о типовом проектировании исследование в таком объёме, который позволял перейти к массовому типовому проектированию. Принятие серийного метода типового проектирования (создание серий типовых проектов, единых по характеру архитектуры) и его применение по всей территории страны позволило быстро восстановить жилой фонд.

### Хрущёвская реформа
Через неделю после похорон И. В. Сталина на заседании Верховного Совета СССР новый председатель правительства Г. М. Маленков призвал расширить жилищное строительство. 18 августа 1953 года, через 5 месяцев после смерти И. В. Сталина, была представлена секретная «Справка ЦСУ СССР Л.M. Кагановичу о состоянии городского жилищного фонда в 1940—1952 гг.» а в марте 1954 года на имя Маленкова была подана докладная записка о состоянии коммунального обслуживания городского населения. Сбор данных, отражённых в этих документах, по-мнению историка архитектуры Д. С. Хмельницкого свидетельствует о подготовке руководства страны к реформе жилищного строительства, которая должна была разрешить острейший жилищный кризис. Его причинами были: небывалое переселение сельских жителей в города, которое началось ещё до Революции и ускорилось в 1930-е годы (в 1917 году городское население составляло 17 % населения страны. В 1956 году — 48,4 %); ветхость и износ городского жилого фонда; существенное отставание жилого строительства от промышленного (в 1930-х годах жилая площадь советских городов росла крайне медленно при стремительно увеличивающемся населении); война и её последствия (70 млн м² жилой площади было уничтожено). Рост жилой площади городов начался после войны. Согласно справке ЦСУ, за 1946—1952 годы в городах и рабочих посёлках построено и восстановлено 78,2 млн м² жилой площади, кроме того, населением построено индивидуальных жилых домов общей площадью 45,1 млн м². В результате в 1952 году жилой фонд городов составлял 208,2 млн м² против 167 млн м² до войны. Однако необходимо учитывать, что в статистику жилого строительства входили бараки и другое временное жильё.
7 декабря 1954 года первый секретарь ЦК КПСС Н. С. Хрущёв подверг резкой критике жилищное строительство в своей знаменитой речи на Втором Всесоюзном совещании строителей, архитекторов и работников промышленности строительных материалов, строительного и дорожного машиностроения, проектных и научно-исследовательских организаций. К этому времени уже вышло постановление ЦК КПСС и СМ СССР от 19 августа 1954 года «О развитии производства сборных железобетонных конструкций и деталей для строительства», которым предусматривалась постройка сотен заводов сборных железобетонных конструкций, требовалось везде, где это возможно, заменять металл сборным железобетоном. Стала звучать критика сталинской неоклассики. Её архитекторов Хрущёв упрекал в расточительстве:

…понимают архитектуру слишком эстетически, как художественную деятельность, а не как средство удовлетворения насущных потребностей советского народа. Это они тратят народные деньги на никому не нужные красоты, вместо того, чтобы строить проще, но больше.

Известно, что высотка МГУ обошлась в сумму, на которую можно было построить маленький город из 5-этажных панельных домов.
4 ноября 1955 года официально было принято постановление ЦК КПСС и СМ СССР «Об устранении излишеств в проектировании и строительстве», окончательно положившее конец периоду сталинской архитектуры.
Произошла смена всех профессиональных ориентиров в градостроительстве и архитектуре. Советскую архитектуру стали возвращать в русло мирового зодчества. Она должна была стать функциональной, иметь простые и строгие формы. Было решено направить все ресурсы на развитие индустриальных методов строительства, типовое проектирование (почти полностью было прекращено индивидуальное проектирование жилых зданий), увеличение экономичности и скорости строительства. Критике подверглись уже построенные и строящиеся дома с «излишествами». В том числе 4-этажные дома Посохина, о которых пресса писала:

Серьезным недостатком домов на Хорошевском шоссе является применение навесных архитектурных деталей — обрамлений окон, гирлянд под окнами и др. Мы воспринимаем эти детали не только как архитектурные излишества — они органически противопоказаны самой природе заводского домостроения

Но некоторые дома, в основном по типовым проектам, продолжали строиться в неоклассическом стиле и в конце 1950-х годов. С монументальной и тяжёлой, но в то же время пышной сталинской архитектурой, хрущёвские дома контрастируют не только отсутствием мелкопластичного декора, но и утончающимися лёгкими конструкциями. В то же время хрущёвки во многом превосходили многоквартирные деревянные двухэтажные дома типовых серий, массово строившиеся в сталинский период. В теории и критике возобладал утилитаристский подход к архитектуре. Проблема художественного образа отходила на второй план, решалась простыми композиционными приёмами. Важнейшим элементом пространственной композиции стала группа домов, а не отдельное здание. Применялись различные сочетания жилых домов и общественных зданий. Историк советской архитектуры С. О. Хан-Магомедов вспоминал:

И создавалось впечатление, что художественный образ вообще уходят из архитектуры. На помощь архитекторам пришел теоретик Г.Минервин. Он считал, что отдельные типовые жилые дома («коробки») могут иметь лишь художественный облик, а объединённые в комплексы (кварталы) они могут создавать общий (так сказать коллективный) художественный образ. Многих это тогда устроило.

Существовала идея, что каждый отдельный комбинат должен изготавливать один тип панели, но этот тип — уникален. Но от такого метода отказались, все хрущёвки были очень похожи. На вопрос о том, было ли это следствием борьбы с «излишествами» или стремлением к экономии, архитектор Н. П. Крайняя отвечала:

Мы были увлечены самой новизной задачи, считали, что отражение в архитектуре одинаковой комфортности жилья для всех и есть новая эстетика.
Экономия достигалась за счёт рационализации жилого пространства и типизации решений. Были снижены все нормы к габаритам и площадям помещений. Площадь кухни установлена в 5-6 м², гардеробной (кладовой) — 2-2,5 м², санузлы предусматривались совмещёнными. Минимальная высота потолков стала 2,5 м, минимальная ширина комнаты — 2,2 м. От мусоропроводов отказались. От лифтов тоже, поэтому хрущёвки строились 5-этажными: было выяснено, что подниматься по лестнице выше 5 этажа слишком тяжело, особенно для пожилых. В рекламном ролике хрущёвок диктор сообщал, что для того, чтобы приготовить борщ в старой квартире, нужно пройти 500 шагов, а в новой, маленькой кухне 5,6 м² всё рядом, до любой вещи можно буквально дотянуться рукой. В свою очередь, маленькие размеры квартир вынудили промышленность производить мебель меньших габаритов. Так с типовой застройкой появилась особая эстетика маленьких, компактных вещей. Типовыми были не только сами дома, типизация распространялась на мебель и даже на распорядок дня людей. В итоге затраты на строительство хрущёвок, по сравнению со сталинским временем, были снижены на 30 % и более.
Полностью поменялись градостроительные принципы (частично они были импортированы с Запада). В градостроительство была привлечена математически-статистическая наука: тщательно моделировалась жизнь общества в новых микрорайонах, высчитывались потребности людей, рассчитывались оптимальные маршруты до рабочих мест, школ и поликлиник. Изменились социальные предпосылки, новый город виделся как комфортабельное пространство для жизни всего населения, а не только привилегированной его части. Была прекращена обычная для предшествовавшего периода практика периметральной застройки кварталов с замкнутыми пространствами дворов, распространилась практика создания микрорайонов.
В результате смены ориентиров в строительстве увеличалась роль градостроителей, инженеров, а архитектор отошёл на второй план.. Новые дома было решено проектировать с рассчётом на посемейное заселение квартир, а не посемейно-покомнатное как раньше, что было значительным шагом в сторону улучшения качества жизни: больше половины городских семей до этого жило в коммунальных квартирах и общежитиях, некоторые и вовсе в бараках без удобств, подвалах и полуподвалах, землянках, ветхих избах. Естественно в таких условиях у людей почти не было личного пространства и переселиться в свою собственную, хоть и тесную квартиру, было для многих мечтой. Богато декорированные сталинки с просторными помещениями предназначались для элиты общества, а не для простых рабочих.
Тех архитекторов, кто медленно отказывался от старых приёмов, Хрущёв не раз подвергал критике. В выступлении на третьем Совещании по строительству в 1958 году он обратил внимание на «рецидивы архаики и украшательства» в проектах:

Перестройка в архитектуре ещё не закончена. Многие неправильно понимают задачи и рассматривают её только как сокращение архитектурных излишеств. Дело в принципиальном изменении направленности архитектуры и это дело надо довести до конца.

XX съезд КПСС в 1956 году поставил задачу положить конец жилищному дефициту за 20 лет. 31 июля 1957 года ЦК КПСС и СМ СССР приняли постановление «О развитии жилищного строительства в СССР». Оно имело огромное значение, так как окончательно закрепляло сформировавшиеся к этому времени новые принципы строительства и архитектуры. Через год они были отражены в новой редакции СНиП II-В.10-58 «Жилые здания». Именно с постановления 1957 года и новой редакции СНиП начался период по-настоящему массового жилищного строительства по всей территории СССР.

### Первое поколение
Тем временем продолжалось совершенствование конструкций панельных домов, был учтён опыт строительства бескаркасных панельных домов в Магнитогорске. В 1955 году в Ленинграде в Щемиловке (ул. Полярников, 10) был выстроен опытный жилой 5-этажный двухсекционный бескаркасный панельный дом (Ленпроект, архитектор А. Васильев и инженер З. Каплун) с продольными несущими стенами. Наружные стены из шлакобетонных панелей размером на комнату были облицованы шлифованными плитками гипсового камня. Высота потолков — 3 метра. Рядом в 1956—1958 годах выстроено два квартала панельных домов. Проекты разработаны коллективом института Ленпроект (архитекторы Е. Левинсон, Д. Гольдгор, Г. Александров, А. Шприц, И. Райлян, И. Тевьян и А. Аланнэ). Макет одного из кварталов демонстрировался на Международной выставке в Брюсселе и получил премию на конкурсе лучших строек РСФСР.
В Москве коллектив во главе с архитектором Н. А. Остерманом и инженером Г. Кузнецовым в 1955 году выстроили семиэтажный бескаркасный крупнопанельный дом на Октябрьском Поле (ул. Маршала Бирюзова, 7). А в 1954—1957 годах коллектив Посохина возвёл дома на Песчаных улицах. Это был первый опыт в СССР по созданию каркасно-панельных домов высотой 6-10 этажей. В них уже было заметно меньше архитектурных «излишеств». Бескаркасная конструкция дома на Октябрьском Поле имела множество недостатков в сравнении с домами Посохина и Мндоянца, но всё же благодаря экономичности и гибкости планировки будущее оказалось именно за ней.
Участок под строительство экспериментальных домов, которые можно назвать первыми хрущёвками, был отведён близ подмосковной деревни Черёмушки. Новый район получил название Новые Черёмушки, а участок экспериментальных домов стал его 9-м кварталом. Строительство началось в 1956 году при участии инженера Лагутенко и архитекторов Остермана, С. Лященко, Г. Павлова. 16 4-этажных домов возводились с применением разных технологий: были и блочными, и панельными, имели в основном по четыре подъезда и были расставлены в соответствии с тщательно продуманным планом специалистов по озеленению и ландшафтных архитекторов. В этих проектах архитекторы ещё пытались вносить в оформление уникальные элементы. Например, на улице Гримау хрущёвки увенчаны плитами с цветочным орнаментом. В 1957 году в дома заселились первые жильцы. Во многих городах страны первые районы, застроенные хрущёвками, тоже прозвали Черёмушками.
Встала задача поставить метод бескаркасного панельного домостроения на поток. В её решении принимал участие в том числе и завоевавший доверие Хрущёва Посохин. Его коллектив опирался на удачный французский опыт. В 1948 году во Франции была запатентована система панельного домостроения инженера Раймона Камю (Raymond Camus), прозванная Camus system. Она применялась при строительстве новых домов во время реконструкции Гавра после войны по проекту О. Перре и стала широко известной по всему миру. В 1959 году советская делегация, в числе которой были специалисты в области строительства и Хрущёв, посетила Гавр и осмотрела панельные дома. В это время Камю уже имел контакты с СССР. Он по приглашению советской стороны несколько раз приезжал в Москву, с ним был подписан контракт на поставку в СССР линии по производству панелей, была куплена лицензия на систему по массовому производству железобетонных изделий, которая была переработана советскими инженерами. По сравнению с французскими домами хрущёвки были упрощены до крайности.
Наиболее удачные дома московских Новых Черёмушек легли в основу одной из первых массовых серий хрущёвок — К-7 из каркасных панелей, разработанная Лагутенко. Она была отобрана для массового производства по итогам конкурса лично Хрущёвым. Достоинство К-7 было в дешевизне и простоте. Зато он был предельно прост для изготовителей, конструкции монтировались «без раствора» в рекордные сроки: 12 рабочих дней.
- К-7. Москва.
- 1-335. Санкт-Петербург
- 1-464. Солигорск
- 1-506Э. Санкт-Петербург
- 1-507. Санкт-Петербург
- II-32 с малогабаритными квартирами. Москва.
- 1-515/5. Москва
- 1-510. Москва
- 1-447. Томск

Помимо К-7 ещё одной ранней серией панельных домов стала 1-506, которая возводилась в Ленинграде с 1956 по 1960 годы. Однако эти дома были спроектированы по старым нормам и отличались полнометражными квартирами, высокими потолками. Тоже в середине 1950-х годов в Ленинграде была разработана каркасно-панельная серия 1-335, ставшая широко распространённой по всей стране.
В июле 1958 года вышло постановление СМ СССР «О расширении применения типовых проектов в строительстве», которое поставило задачу свести разнообразие типовых проектов к минимуму. В Москве предлагалось строить 5-этажные дома по восьми типовым проектам на базе одной типовой секции. В сельской местности и маленьких городах строили дома меньшей этажности. Но из-за слабой производственной базы внедрение сборного железобетона в массовое строительство происходило медленно. Поэтому были разработаны серии домов со стенами из крупных блоков (1-439) и из кирпича (1-447). 1-447 появилась в 1957 году в Гипрогоре и ещё до массового панельного строительства распространилась по всей стране. Она стала одной из самых массовых серий, имела множество модификаций, но всё же не была индустриальной. Наконец в 1959 году текст семилетнего плана утвердил сборный железобетон в качестве основы современного индустриального строительства. За 3-4 года было построено большинство домостроительных комбинатов страны.
В 1957—1963 годах наиболее распространёнными были четыре конструктивные схемы крупносборных жилых домов: с поперечными и продольными несущими стенами при малых пролётах (серии 1-464, K-7-II, МГ-300 и др.); с наружными несущими стенами и внутренним каркасом (1-335); с тремя продольными несущими стенами (1-439, 1-480); с поперечными несущими стенами при больших пролётах (1-467, 1-468). Наибольшее распространение получили серии 1-464 и 1-335 (в 1961 году в России из 89 заводов 67 были ориентированы на выпуск серии 1-464, и 18 — серии 1-335). 1-464, разработанная в конце 1950-х годов под руководством Н. П. Розанова, с часто расположенными поперечными и продольными несущими стенами. Эта конструктивная схема обладает рядом достоинств: исключаются швы внутри помещения, равновесомость элементов способствует эффективному использованию кранов при монтаже здания. В серии предусмотрены одно-, двух- и трёхкомнатные квартиры. Были предусмотрены только совмещённый тип санузла и один тип кухни площадью 5,9 м², неудобные для больших квартир, функциональная организация трёхкомнатных квартир страдала рядом недостатков. В серии 1-467 применены четырёхквартирные секции с поперечными несущими стенами при широком основном шаге 6,4 м и дополнительном — 3,2 м. Такая конструктивная схема дала возможность применить двухрядную разрезку наружных стен и увеличить окна в горизонтальном направлении. Панельные дома были рассчитаны на срок эксплуатации в 25 лет для первых серий и 50 лет для более поздних.
В зависимости от климатических и геологических условий, а также существующей материально-технической базы новые серии жилых домов с квартирами односемейного заселения получили различные планировочные и конструктивные решения. Для строительства в средней полосе применялись в основном четырёхквартирные секции, а для южных республик были разработаны двух- и трёхквартирные секции, например, в сериях 1-295 и 1-310. Каждая квартира в такой серии имеет глубокую лоджию, которая сообщается с общей комнатой и кухней. Двух- и трёхкомнатные квартиры имеют сквозное проветривание, и только однокомнатные проветриваются через лестничную клетку. Однако и эти серии недостаточно учитывали особенности южного климата и бытовых привычек населения. Хрущёвки строились за полярным кругом. Благодаря хрущёвкам стало возможным возводить военные и индустриальные города в труднодоступных местностях.
Пик жилищного строительства пришёлся на 1960 год. Тогда было введено 82,8 млн м² жилой площади против 41 млн м² в 1956 году. Хотя, конечно, ещё значительную долю составляли кирпичные дома серии 1-447, но с годами доля панельного домостроения росла, существовали и другие методы индустриального домостроения, но они были распространены. После 1960 года наблюдался небольшой спад объёмов ввода жилья, но в 1964 году снова начался рост.
Хотя строительство домов велось быстрыми темпами, Хрущёв требовал бо́льших показателей. Монтажные бригады стали соревноваться в скорости возведения конструкций. Например, в Ленинграде смонтировали дом за 5 дней. Часто из-за спешки страдало качество строительства. В поисках ещё более дешёвых решений архитекторы и конструкторы предлагали использовать необычные материалы. Например, Б. М. Иофан, спроектировал дом, полностью выполненный из пластмасс. В Москве ему выделили участок в Южном Измайлове для экспериментов.
Жильё строилось на средства местных предприятий, советов. Были дома, возводившиеся на деньги рядовых граждан, которые получили право вступать в жилищные кооперативы. Вносили сумму, составлявшую 15-30 % стоимости жилья, затем, вселившись в квартиру, платили оставшуюся часть при ставке в 0,5 %. Но доля кооперативов в строительстве не превышала 10 %. Дж. Хоскинг в «Истории Советского Союза» пишет, что обладание квартирой в кооперативном доме для советского человека стало в некотором символом промежуточного социального положения — между привилегированной элитой и простыми рабочими, которые в плане жилья зависели от работодателей и местных советов. Жилищный вопрос использовался для давления на граждан. Маргинальное поведение или протест вели за собой перемещение в конец очереди на жильё.
Технология панельного домостроения шла на экспорт в страны соцлагеря. С небольшими изменениями хрущёвки строились во Вьетнаме, в Китае, на Кубе.
К концу 1960-х годов хрущёвки стали подвергаться серьёзной критике за малые площади кухонь, проходные комнаты, неудачные пропорции некоторых помещений, совмещённые санузлы, отсутствие лоджий, совмещённую кровлю без чердака в большинстве домов, плохую звукоизоляцию, низкую энергоэффективность, невыразительность и унылость облика. На многих заводах был освоен выпуск лишь одного- двух типов домов, что не могло обеспечить полноценной комплексной застройки жилого квартала, его выразительной композиции. Из-за слабой изученности индустриального производства мало использовались возможности создания различной фактуры стеновых панелей и применения расширенной цветовой палитры. На архитектурном облике новой застройки значительно сказывались и невысокое качество строительно-отделочных работ, и незавершённость благоустройства. В профессиональных кругах стали говорить о травматичности модернистских преобразований для исторической городской среды. Особенности хрущёвок всё чаще становились предметом шуток, о санузлах и низких потолках говорили: «Хрущёв соединил ванну с туалетом, но не успел соединить пол с потолком».
Первоначально предполагалось, что средний срок действия первых индустриальных серий в строительстве составит пять лет. Однако переход на новые серии, разработка которых была завершена лишь к 1963—1964 годам, значительно затянулся. Их строительство началось после отставки Хрущёва, во второй половине 1960-х, поэтому такие дома уже относили к ранним брежневкам. В них появились раздельные санузлы, лоджии, более просторные кухни, изолированные комнаты, увеличилось число многокомнатных квартир, появились мусоропроводы. Увеличилось число домов повышенной этажности, многие микрорайоны стали застраиваться 9-этажными домами. Застройка стала более разнообразной по высотности, протяжённости и отделке домов. Однако строительство хрущёвок продолжалось ещё долго, так как их замена на современные серии требовала перенастройки ДСК. В 1969 году вышло постановление ЦК КПСС и СМ СССР «О мерах по улучшению качества жилищно-гражданского строительства», начался постепенный отказ от строительства хрущёвок. В Москве и других крупных городах СССР дома возводились до 1972 года, а в Московской области и во многих регионах страны — до начала 1980-х годов. В Ленинграде строительство хрущёвок было прекращено в 1970-х годах, там им на смену пришли так называемые «дома-корабли».
Благодаря хрущёвским реформам были построены сотни миллионов квадратных метров жилья. Пресса тех лет писала, что с 1956 по 1963 года национальный жилищный фонд вырос почти в 2 раза — с 640 до 1 184 млн м², то есть за данный период в СССР было построено больше жилья, чем за предшествующие 40 лет. В других публикациях говорится об около 290 млн м² общей площади хрущёвок, построенных с 1959 по начало 1980-х годов в России, что сейчас составляет порядка 10 % всего жилого фонда страны. В 1954—1963 года жилой фонд Москвы пополнился на 36 млн м². Миллионы советских граждан переселились в свои собственные квартиры из коммуналок, бараков, подвалов и землянок. Право на индивидуальное жильё со всеми удобствами стало диктовать совершенно новые потребности общества. Однако полностью жилищный кризис так и не был преодолён, ни Хрущёвым, ни следующими руководителями страны.
Говоря о хрущёвских преобразованиях в строительстве, историк архитектуры Д. С. Хмельницкий резюмирует:

Правительственная установка на массовое проектирование квартирного индустриального жилья потянула за собой необходимость резкого изменения принципов градостроительного и объемного проектирования, системы проектных институтов и архитектурного образования.

<…>

Это был уже совсем новый, хрущевско-брежневский город, основанный на типовых градостроительных приемах, типовом домостроении и типовых квартирах для низших слоев населения. От сталинского города, состоявшего из парадного центра с жильём для привилегированных слоев населения и барачных поселков для рабочих, он отличался принципиально. При Хрущеве в архитектуру вернулся социальный смысл, а телом города стало массовое квартирное жилье для всех.

Это был революционный переворот в сознании и советского начальства, и советских архитекторов.

<…>

В СССР начали поступать западные архитектурные журналы, издаваться переводные книги. Это быстро привело к восстановлению архитектурного образования…

Гораздо хуже дело обстояло с практической реализацией. Отпустив стилистические вожжи, Хрущев сохранил в полной неприкосновенности сталинскую систему организации проектирования, в которой не было места индивидуальному творчеству.

Историк советской архитектуры С. О. Хан-Магомедов, признавая, что благодаря хрущёвским преобразованиям удалось значительно улучшить жилищные условия населения и «возвратить советскую архитектуру на столбовую дорогу мирового зодчества», отмечает множество негативных последствий. Во-первых, приоритет готовых типовых решений, причём именно крупносборных конструкций, перед оригинальными отрицательно сказался на развитии архитектуры и инженерии — проектировщики отвыкли решать сложные инженерные задачи с использованием монолитного железобетона. Во-вторых, до абсурда была доведена борьба с «излишествами», которыми назывались вообще любые декоративные элементы и оригинальные композиции, в действительности же изготовляемые заводским способом декоративные элементы не могли сильно удорожить строительство. В-третьих, несмотря на некоторое смягчение в отношении к наследию советского авангарда, его наработки так и остались недоступны для широкого круга архитекторов. Хан-Магомедов писал:

В целом в архитектуре после 1955 года и в творчестве и в теории возобладал откровенный утилитаризм, что художественно обескровило нашу архитектуру на несколько десятилетий, архитектурная теория и критика пришли в упадок.

Кандидат архитектуры, урбанист В. Э. Стадников отмечает, что именно в хрущёвском строительстве берёт начало популярность депрессивных многоэтажных микрорайонов в России:

С одной стороны, программа была очень успешной, поскольку никогда до этого в истории нашей страны в такой короткий срок (20-30 лет) не происходило столь массового переселения людей в индивидуальное жилье. В то же время это привело к чудовищным последствиям в отношении качества сформированной городской среды и, соответственно, к тяжёлым социальным последствиям.

### Второе поколение
«Брежневки» (разговорное, по аналогии со сталинками и хрущёвками) — название серий домов, строившихся в СССР и России с 1965 по 1999 годы, преимущественно в эпоху правления Л. И. Брежнева. Также встречается название «квартиры улучшенной планировки» (У/П), а для более просторных домов, возведённых в 1980-е годы — «новая планировка»
С принятием нового стандарта типового строительства начали проектировать новые или усовершенствовать готовые серии домов. Настала пора «брежневок» или «улучшенок» — предвестников современных новостроек.
Пик строительства «брежневок» был с конца 1960-х годов по начало 1990-х годов. Строили их из железобетонных панелей или силикатного кирпича, реже из блоков. Причиной запуска «брежневок» стал рост претензий населения к качеству жилья. Восторг от получения собственной «хрущёвки» постепенно рассеивался, и компромисс в итоге был найден — «брежневка». С начала 1990-х годов «брежневки» начали вытеснять более современные серии домов и многоэтажные дома, строящиеся по индивидуальным проектам с ещё более улучшенными планировками.
Зачастую под словом «брежневка» представляют 9-этажные и 10-этажные панельные дома, массово строившиеся в 1970-х, 1980-х и 1990-х годах в СССР, а затем и странах бывшего СССР, так как это был наиболее распространённый тип строящихся «брежневских» домов, несмотря на то, что существовало достаточно много разновидностей «брежневок».
С началом строительства массового типового жилья и в связи с тем, что в начале 1960-х годов выдача кредитов на индивидуальное жилищное строительство в городах была отменена, доля такого способа решения жилищного вопроса стала снижаться: в 1981—1986 годах на него пришлось лишь 6,2 % нового жилого фонда, или 19.2 млн м². из построенных 308,7 млн.
Жильё строилось на средства местных предприятий, советов. Были дома, возводившиеся на деньги рядовых граждан, которые получили право вступать в жилищные кооперативы. Первоначальный взнос составлял 15-30 % стоимости жилья, а остальное выплачивалось после заселения при ставке в 0,5 % годовых. Однако доля кооперативов в строительстве не превышала 10 %. Дж. Хоскинг в «Истории Советского Союза» пишет, что обладание квартирой в кооперативном доме для советского человека стало в некотором символом промежуточного социального положения — между привилегированной элитой и простыми рабочими, которые в плане жилья зависели от работодателей и местных советов. Однако для приобретения кооперативной квартиры тоже надо было стоять в очереди на улучшение жилищных условий, но она продвигалась быстрее и не было таких ограничений по площади: за деньги можно было позволить себе дополнительную жилплощадь. Жилищный вопрос использовался для стимулирования граждан. Например, можно было получить квартиру быстрее за заслуги в труде или при участии в важных государственных проектах.

### Третье поколение
В начале 1986 года будущий президент СССР Михаил Горбачёв пообещал, что к 2000 году каждая советская семья будет жить в отдельной квартире или доме. Тогда же была принята Государственная программа СССР «Жильё-2000».
Расчёты Госстроя СССР показали: для того чтобы каждая семья в стране жила отдельно, необходимо иметь среднюю обеспеченность жильём 22,0—22,5 квадратных метра на человека.
На тот момент средняя обеспеченность жильём составляла 14,6 квадратных метра на человека. Для заполнения имеющегося разрыва следовало за 15 лет построить 2190—2250 миллионов квадратных метров жилых площадей.
В период с 1986—1990 год было возведено 650 миллионов квадратных метров. Средняя обеспеченность жильём выросла с 14,6 до 16,5 квадратных метра на человека. Затем начался распад СССР, и темпы строительства значительно сократились. За последующие десять лет было введено в эксплуатацию всего 380 миллионов квадратных метров жилья, или 38 % от объёмов, предусмотренных программой. К 2001 году новое жильё лишь наполовину перекрывало выбывающий жилищный фонд.